# Cattolica
Cattolica é uma comuna italiana da região da Emília-Romanha, província de Rimini, com cerca de 15.601 habitantes. Estende-se por uma área de 5 km², tendo uma densidade populacional de 3120 hab/km². Faz fronteira com Gabicce Mare (PU), Gradara (PU), Misano Adriatico, San Giovanni in Marignano.

## Demografia
| Variação demográfica do município entre 1861 e 2011                               |
|                                                                                   |
| Fonte: Istituto Nazionale di Statistica (ISTAT) - Elaboração gráfica da Wikipedia |

## Cidades geminadas
- Saint-Dié-des-Vosges (França)